# Hilioromao
Hilioromao is een bestuurslaag in het regentschap Nias Selatan van de provincie Noord-Sumatra, Indonesië. Hilioromao telt 318 inwoners (volkstelling 2010).